# Andreas Plückthun
Andreas Plückthun (* 7. Mai 1956 in Heidelberg) ist ein deutscher Biochemiker, dessen Forschung sich auf das Gebiet des Protein-Engineering fokussiert. Er ist Professor am Biochemischen Institut der Universität Zürich. Er wurde 1992 zum Mitglied der European Molecular Biology Organization (EMBO) gewählt und 2003 in die Nationale Akademie der Wissenschaften (Leopoldina). aufgenommen. Er ist auch Mitgründer der Biotechnologiefirmen MorphoSys AG (Martinsried, Deutschland), Molecular Partners AG (Zürich-Schlieren, Schweiz) und G7 Therapeutics (Zürich-Schlieren, Schweiz).

## Leben
Andreas Plückthun wurde in Heidelberg geboren und studierte Chemie an der Universität Heidelberg. Er promovierte 1982 an der University of California at San Diego (USA) bei Edward Dennis über das Thema „The interfacial catalysis of phospholipase A2“. Er war dann Postdoktorand an der Harvard University bei Jeremy Knowles, wo er über den Sekretionsprozess der beta-Lactamase in Escherichia coli arbeitete. Im Jahr 1985 wurde er Gruppenleiter am Genzentrum im Max-Planck-Institut für Biochemie in Martinsried (Deutschland). Seit seiner Berufung im Jahr 1993 ist er Professor für Biochemie (Ordinarius) an der Universität Zürich (Schweiz).

## Wirken
Seine Forschung hat wichtige Grundlagen zur Entwicklung der Technologie der rekombinanten Antikörper gelegt, insbesondere der Verwendung von E. coli zur schnellen Herstellung veränderter Antikörper und Studien zu synthetischen Antikörpern, die zur ersten vollsynthetischen Antikörperbibliothek führten. Sein Labor entwickelte eine Methode zur Evolution im Reagenzglas, das Ribosomen-Display von Proteinen. Als eine robuste Alternative zu Antikörpern (Antikörpermimetikum) wurden in seinem Team die Designed Ankyrin Repeat Proteins (DARPins) entworfen. Seine Forschungen an G-Protein-gekoppelten Rezeptoren führten zu neuen Methoden der gerichteten Evolution, die Strukturuntersuchungen, Wirkstoffscreening und Wirkstoffdesign erleichtern.

## Auszeichnungen
Er erhielt den Dozentenpreis des Fonds der chemischen Industrie im Jahr 1990. Im Jahr 2000 wurde er mit dem Karl-Heinz-Beckurts Preis (München) ausgezeichnet. Im Jahr 2002 wurde ihm der JPMorgan Chase Health Award (San Jose, CA, USA), die Wilhelm-Exner-Medaille (Wien, Österreich) und der Grand Prix du Jury (European Grand Prix for Innovation, Monaco) verliehen. Im Jahr 2005 erhielt er, zusammen mit den anderen Mitgründern von Molecular Partners AG, den Swiss Technology Award und den Förderpreis der W. A. De Vigier Stiftung. Im Jahre 2011 bekam er einen Advanced Grant des Europäischen Forschungsrats (ERC) zugesprochen. Im Jahr 2016 wurde er mit dem Christian B. Anfinsen Award der Protein Society ausgezeichnet.